# Harrsele dämningsområde
Harrsele dämningsområde är en sjö i Vindelns kommun och Vännäs kommun i Västerbotten och ingår i Umeälvens huvudavrinningsområde. Sjön har en area på 1,79 kvadratkilometer och ligger 142,3 meter över havet. Sjön avvattnas av vattendraget Umeälven.

## Delavrinningsområde
Harrsele dämningsområde ingår i det delavrinningsområde (710926-168327) som SMHI kallar för Utloppet av Harrsele Dämningsområde. Medelhöjden är 170 meter över havet och ytan är 9,53 kvadratkilometer. Räknas de 1074 avrinningsområdena uppströms in blir den ackumulerade arean 13 379,02 kvadratkilometer. Avrinningsområdets utflöde Umeälven mynnar i havet. Avrinningsområdet består mestadels av skog (70 procent). Avrinningsområdet har 1,8 kvadratkilometer vattenytor vilket ger det en sjöprocent på 18,8 procent.